# 郑仲夫
郑仲夫（：／，1106年—1179年），高丽王朝时期的武将，也是武人政权掌权者。
根據《高麗史》記載，鄭仲夫本貫海州，身材高大，美鬚髯，令人望之生畏。原為海州的軍戶，後來來到開京，宰相崔弘宰異其容貌，充控鶴禁軍。後來又受到高麗仁宗的重用，任命為牽龍隊正。一次在除夕宴上，鄭仲夫表演雜技，內侍金敦中年輕氣盛，用火焰燒鄭仲夫的鬍鬚取樂。鄭仲夫大怒，當殿辱駡並毆打了金敦中。金敦中回家後將此事告訴了擔任宰相的父親金富軾，金富軾上奏高麗仁宗，欲將鄭仲夫逮捕拷問。仁宗表面上同意了，暗地裡卻秘密告訴鄭仲夫，使他得以逃回鄉里。從此以後，鄭仲夫與金敦中等文臣集團結下了深仇大恨。
後來，鄭仲夫憑藉關係，得以重新當官，在高麗毅宗初年擔任校尉，後來升任上將軍。當時高麗王朝重文輕武，文臣執掌朝政，武臣則沒有參與朝政的權力。這引起了文臣集團與武臣集團之間的緊張對立。在毅宗年間，這種對立形勢達到了極點。
1170年，毅宗率群臣出遊，到達和平齋。文臣和武臣皆隨駕出行，但文臣同毅宗一起飲酒對詩作樂，武臣則在外面擔任警衛任務。牽龍行首散員李義方、李高等人，對文臣與武臣之間的差別待遇十分不滿。
毅宗察覺到了這一點，為了平息武臣的不滿，在到達普賢院時，特意召見武臣中的最高官員大將軍李紹膺，在御前表演五兵手搏戲，以示恩寵。但李紹膺年老力氣小，在與一年輕人搏鬥中失敗逃走。文臣韓賴趁機上前毆打李紹膺。這件事激化了文臣與武臣之間的矛盾，最終鄭仲夫、李義方、李高率武臣發動兵變，大肆屠殺文臣，廢黜了毅宗，擁立明宗，建立了武人政權。
然而武人政權在建立之後就發生了內訌。李高試圖剷除鄭仲夫、李義方二人以獨攬大權。次年，鄭仲夫聯合李義方殺死了李高，隨後兩人同秉朝政。1173年，金甫當在西北地方發動叛亂，欲擁毅宗復位。李義方殺死了毅宗，平定了叛亂。1174年，李義方殺死了西京守將尹仁美，這使得李義方在軍中的影響力大為下降。
李義方專橫跋扈，大肆屠殺文臣甚至強姦王室女性成員，強迫太子王璹（後來的高麗康宗）娶自己女兒為王后。鄭仲夫感覺到自己地位受到威脅，命兒子鄭筠、女婿宋有仁謀殺了李義方。在剷除了李義方以後，鄭仲夫獨攬大權，但當時高麗境內的軍隊叛亂和民變此起彼伏。其中，較為出名的是西京將領趙位寵的叛亂（1176年）和晉州奴隸的亡伊、亡所伊之亂（1176年—1177年）。鄭仲夫成功鎮壓了晉州的叛亂，並招安了亡伊、亡所伊起義軍。然而不久以後，亡伊、亡所伊兄弟再次起兵。雖然兄弟二人於1777年被處決，但不少窮苦的百姓依然前仆後繼地發動民變，反抗朝廷。
在高麗朝廷大廈將傾的時刻，鄭仲夫不得不決定退隱，此時他是已經將近80歲的人了。其子鄭筠繼承其位。為了像父親一樣執掌政權，鄭筠不惜使用行賄的手段，取得了王室的支持。鄭仲夫的家奴同文臣宋詝、張博仁發生爭執，鄭仲夫大怒，欲發兵殺死文臣。這使許多朝臣認為很有必要推翻鄭仲夫的獨裁政權。1179年，年輕的將軍慶大升發動兵變，殺死了鄭筠和宋有仁。鄭仲夫聞變出逃，藏匿於民舍，被軍士搜出，斬首於市。

## 相關影視作品
- 《武人時代》，KBS，2003年~2004年，演員：金興基（朝鲜语：김흥기）